# Сельское поселение «Деревня Нестеры»
Се́льское поселе́ние «Деревня Нестеры» — муниципальное образование в Спас-Деменском районе Калужской области Российской Федерации.
Административный центр — деревня Нестеры.

## История
Статус и границы сельского поселения установлены Законом Калужской области от 4 октября 2004 года № 354-ОЗ «Об установлении границ муниципальных образований, расположенных на территории административно-территориальных единиц "Барятинский район", "Куйбышевский район", "Людиновский район", "Мещовский район", "Спас-Деменский район", "Ульяновский район" и наделении их статусом городского поселения, сельского поселения, муниципального района».

## Население
| 2007 | 2010 | 2012 | 2013 | 2014 | 2015 | 2016 |
| ---- | ---- | ---- | ---- | ---- | ---- | ---- |
| 125  | ↘86  | ↘81  | ↗82  | ↘76  | ↘74  | ↘73  |
| 2017 | 2018 | 2019 | 2020 | 2021 |      |      |
| ↘61  | ↘45  | ↘41  | ↘40  | ↗88  |      |      |

## Состав сельского поселения
| № | Населённый пункт | Тип населённого пункта          | Население |
| - | ---------------- | ------------------------------- | --------- |
| 1 | Горы             | деревня                         | ↗8        |
| 2 | Колодези         | деревня                         | ↘1        |
| 3 | Лога             | деревня                         | ↘1        |
| 4 | Нестеры          | деревня, административный центр | ↘76       |
| 5 | Потапово         | деревня                         | ↘0        |